# Filo Paulo
Pas d'image ? Cliquez ici

a Compétitions nationales et continentales officielles uniquement.

b Matchs officiels uniquement.
Dernière mise à jour le 26 octobre 2024.
Teofilo Aloisio Mikaele «Filo» Paulo, né le 6 novembre 1987 à Wellington (Nouvelle-Zélande), est un joueur de rugby à XV international samoan évoluant au poste de deuxième ligne. Il joue avec le club de l'Avalon RFC dans le championnat de la région de Wellington depuis 2021. Il mesure 2,01 m pour 122 kg.

## Carrière

### En club
Filo Paulo commence sa carrière professionnelle avec la province irlandaise de l'Ulster en Ligue celtique entre 2007 et 2009. Il ne joue cependant que deux matchs avec l'équipe fanion et doit souvent se contenter d'évoluer avec l'équipe "A".
En 2009, il retourne jouer dans son pays natal, la Nouvelle-Zélande, et il rejoint la province de North Harbour qui évolue en NPC.
L'année suivante, il est nommé dans le groupe d'entrainement de la franchise des Blues en Super Rugby, avant de devenir peu après un membre à part entière à la suite de la blessure d'Ali Williams. Il évolue trois saisons avec la franchise d'Auckland, jouant 26 matchs dont 10 titularisations.
En janvier 2013, il rejoint la franchise galloise des Cardiff Blues en Pro12. Il reste deux saisons et demie à Cardiff avant de rejoindre une autre équipe de ce championnat en 2015, le club italien du Benetton Trévise.
En 2017, il rejoint l'équipe anglaise des London Irish, alors promue en Aviva Premiership. En 2019, après avoir participé au retour du club londonien en Premiership, il n'est pas conservé et quitte le club.
Sans contrat pendant quelques mois, il signe ensuite un contrat d'une saison avec son ancienne équipe des Cardiff Blues en Pro14, où il doit compenser plusieurs absences sur blessures. Il quitte le club au terme de son contrat.
Il retourne alors jouer en Nouvelle-Zélande, et rejoint la province de Manawatu, avec qui il dispute la saison 2020 de NPC. En octobre 2020, il est annoncé qu'il doit rejoindre le Lyon OU en tant que joker médical, mais son contrat est finalement invalidé après la visite médicale,.
Gêné par des blessures, il n'est pas conservé par Manawatu pour la saison 2021 de NPC, et rejoint le club amateur de l'Avalon RFC, évoluant dans le championnat de la région de Wellington,.

### En équipe nationale
Filo Paulo obtient sa première cape internationale avec l'équipe des Samoa le 9 novembre 2012 à l’occasion d’un match contre l'équipe du Canada à Colwyn Bay.
Il est sélectionné dans le groupe samoan choisi par Stephen Betham pour participer à la Coupe du monde 2015 en Angleterre. Il dispute quatre matchs contre les États-Unis, l'Afrique du Sud, le Japon et l'Écosse.
En 2019, il est retenu par le sélectionneur Steve Jackson dans le groupe samoan pour disputer la Coupe du monde au Japon. Il dispute trois matchs lors de la compétition, contre la Russie, l'Écosse et l'Irlande.

## Palmarès

### En club et province
- Champion de RFU Championship en 2019 avec les London Irish.
- Vainqueur du National Provincial Championship en 2024 avec Wellington.

## En équipe nationale
- 37 sélections
- 10 points (2 essais)
- Participation à la Coupe du monde en 2015 (4 matchs) et 2019 (3 matchs).